# フィジー議会
フィジー議会（フィジーぎかい、英語: Parliament of Fiji）は、フィジーの立法府である。

## 概要
一院制、定数51、任期4年。
政党名簿比例代表で選出される。